# Мирский, Михаил Шлёмович
Михаил Шлёмович (Иванович) Мирский (11 мая 1911, Минск — 9 ноября 1989, Минск) — советский борец и тренер по классической (греко-римской) борьбе. Как борец выступал также по вольной борьбе и самбо. Многократный чемпион БССР по разным видам борьбы. Заслуженный мастер спорта СССР (1948). Заслуженный тренер СССР (1957). Отличник физической культуры (1955).

## Биография
Занятия спортом начал в клубе «Пищевик», занимался борьбой и штангой, одновременно работая каменщиком-штукатуром.
В 1933 году, впервые завоевав звание чемпиона Белорусской ССР по классической борьбе в полусреднем весе, больше его уже никому не уступал. Переходил в средний вес, затем в полутяжёлый и везде был чемпионом. Также выступал на чемпионатах республики по вольной борьбе и самбо. В 1940 году первый и единственный раз в БССР разыгрывалось звание абсолютного чемпиона по классической борьбе. Его оспаривали 12 сильнейших борцов средней, полутяжёлой и тяжёлой категорий, Михаил Мирский стал победителем.
Первым среди белорусских борцов получил звание мастера спорта СССР в 1938 году, одним из первым удостоился звания заслуженного мастера спорта СССР (1948). В 1952 году Мирский в последний раз выиграл титул чемпиона БССР на соревнованиях в Бобруйске. Закончил спортивную карьеру в 41 год непобеждённым и окончательно перешёл на тренерскую работу. Всего был 25-кратным чемпионом БССР по разным видам борьбы. Ни у кого из спортсменов БССР всех времён не было такого достижения.
Воспитал свыше 80 мастеров спорта СССР, из них чемпионами СССР в разные годы становились: Сергей Залусский, Николай Чучалов, Иван Коршунов, Иван Кочергин, Владимир Сусич. Многие его ученики стали заслуженными тренерами СССР и БССР — Гарри Николаёнок, Павел Григорьев, Владимир Изопольский, Виктор Руденков, Вячеслав Максимович, Григорий Козовский, Дмитрий Худыш.
С 1933 по 1967 год был тренером, старшим (главным) тренером сборной БССР по классической борьбе. В 1960 году сборная БССР под руководством Мирского завоевала командный Кубок СССР, а в личном первенстве сразу четверо его подопечных выиграли чемпионские титулы — Олег Караваев, Иван Коршунов, Николай Чучалов, Сергей Залусский.
Участник Великой Отечественной войны.
По рассказу Григория Мирского, сына М. Ш. Мирского:

Под Воронежем… документы бойцов находились в штабе, штаб сгорел. В новую красноармейскую книжку [отчество] написали ясно: Иванович. Исправлять что-либо никто уже не стал. Так у отца и осталось — в паспорте и в анкетах отчество «Шлемович», а в удостоверениях «Заслуженного мастера спорта СССР» и «Заслуженного тренера СССР» было записано так, как все его называли: Михаил Иванович.— 

## Другие известные воспитанники
- Леонид Либерман — заслуженный мастер спорта СССР.

## Интересный факт
Когда сборная Белорусской ССР выезжала на международные турниры за границу, Мирский из-за «пятой графы» оставался дома и философски резюмировал: «Быть евреем почётно, но хлопотно».

## Память
В Минске на базе Белорусского государственного университета физической культуры проводится турнир по вольной, греко-римской борьбе и самбо памяти заслуженных тренеров СССР и БССР Михаила Мирского, Болеслава Рыбалко, Павла Григорьева, Семёна Лисафина.